# Kurprinz
Der Titel Kurprinz bezeichnete den Erbprinzen und präsumtiven Thronfolger eines weltlichen Kurfürstentums und kann analog zum Kronprinzen verstanden werden. Der Kurprinz ist der nächste Thronerbe des Kurfürsten in unmittelbar niedersteigender Linie. Die Gemahlin eines Kurprinzen trug durch Heirat den Titel der „Kurprinzessin“.
Auf Grund der erbrechtlichen Festlegungen, die in der Goldenen Bulle Kaiser Karls IV. von 1356 getroffen worden waren, war in den weltlichen Kurfürstentümern des Heiligen Römischen Reiches die so genannte patrilineare Primogenitur (Lex Salica) festgelegt. Das heißt, dass das Erbe eines weltlichen Kurfürsten – Titel, Territorium, Regalien, Stimmrecht und Privilegien – nur auf den ältesten männlichen Verwandten des verstorbenen Kurfürsten, also dessen Agnat überzugehen hatte. Dies war im Idealfall der älteste Sohn und bei Ausbleiben männlicher Nachkommen der nächstälteste Bruder des Kurfürsten usw. Jedoch konnte der Titel bei einem absehbaren Aussterben einer dynastischen Linie, die den Kurfürsten stellte, ganze Familien weit weg wandern. So wurden, nachdem der einzige Sohn Kurfürst Karl Philipps von der Pfalz aus der Linie Neuburg bei der Geburt gestorben war und alle Brüder des Kurfürsten dem geistlichen Stand beigetreten waren, nacheinander dessen Onkel 2. Grades (1695), dann sein Vetter 2. Grades (1708), danach sein Neffe 3. Grades (1732) und schließlich sein Großneffe 3. Grades (1733) Kurprinzen von der Pfalz, wobei nur letzterer den Kurfürsten überleben und damit selbst Kurfürst werden konnte. War der Kurprinz beim Regierungsantritt als Kurfürst noch minderjährig – laut Goldener Bulle trat die Mündigkeit mit vollendetem 18. Lebensjahr ein – so regierte in seinem Namen bis zum Erreichen der sogenannten Großjährigkeit ein Kuradministrator, der nächste volljährige männliche Agnat des Kurfürsten, z. B. dessen Onkel.

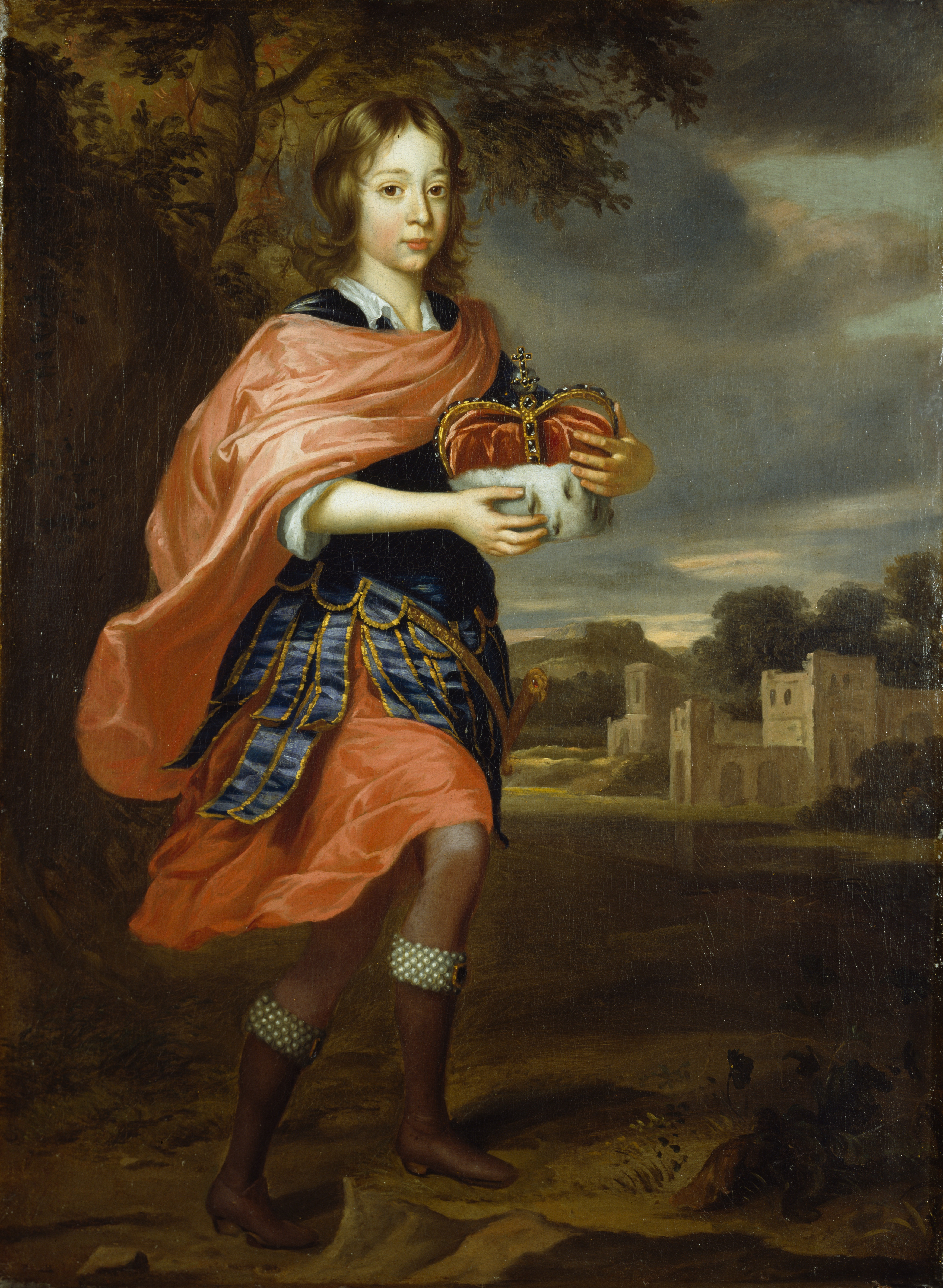
Karl Emil als Kurprinz von Brandenburg
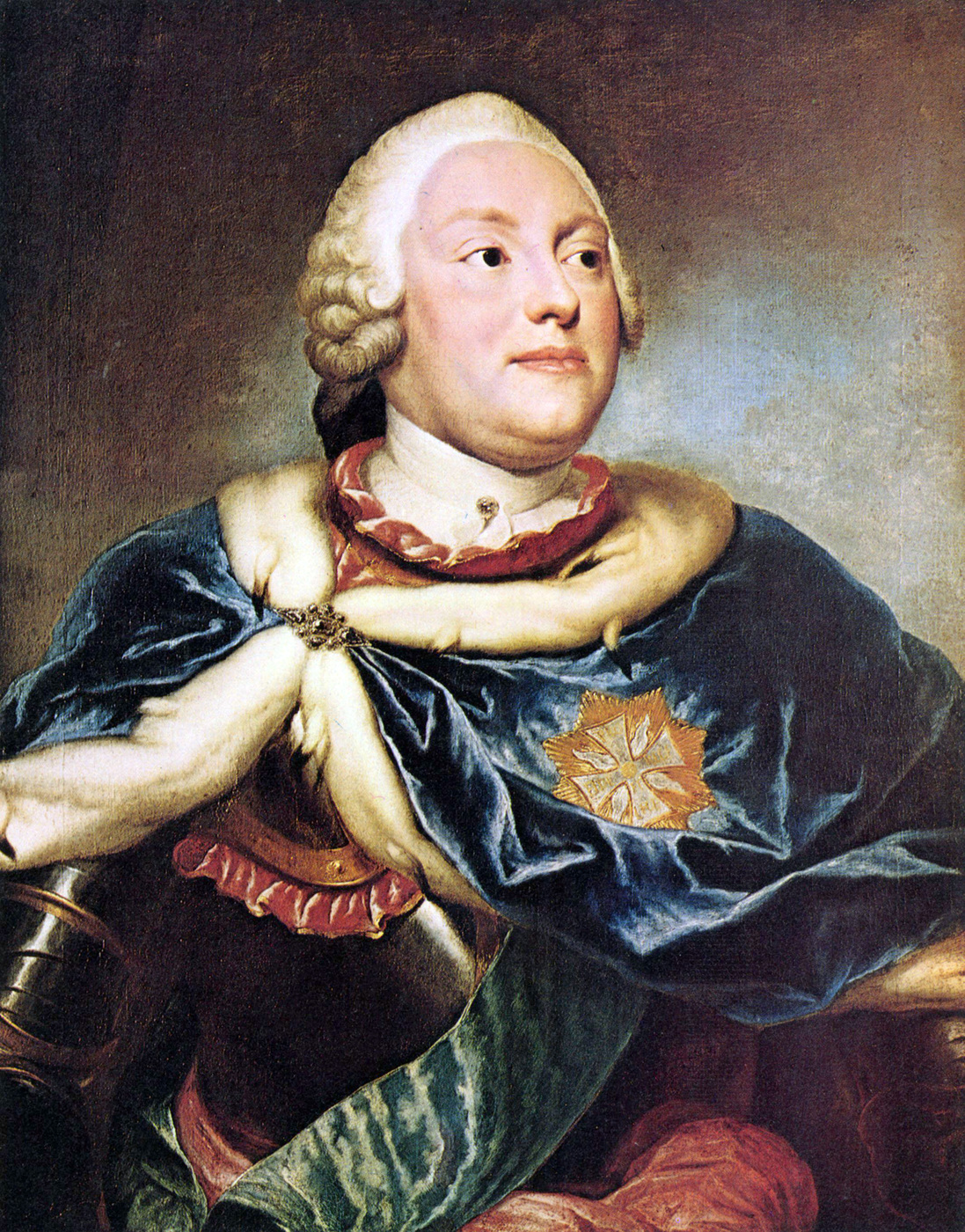
Friedrich Christian als Kurprinz von Sachsen, später für kurze Zeit Kurfürst
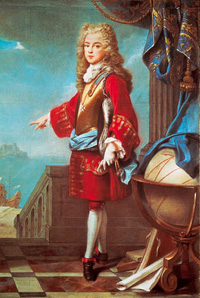
Joseph Ferdinand als Kurprinz von Bayern
Friedrich Ludwig als Kurprinz von Hannover
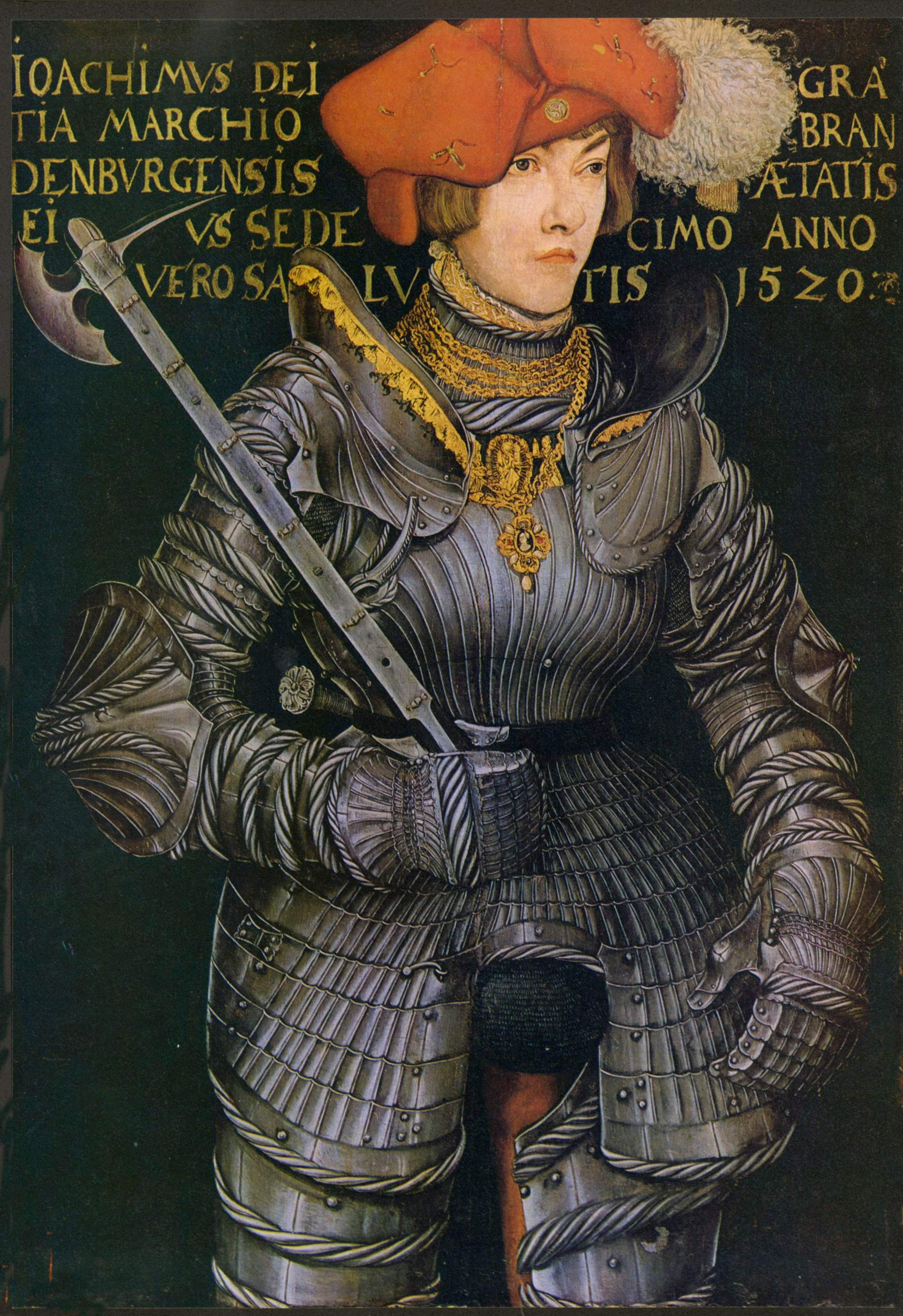
Joachim II. als Kurprinz von Brandenburg